# Thomas Glagow

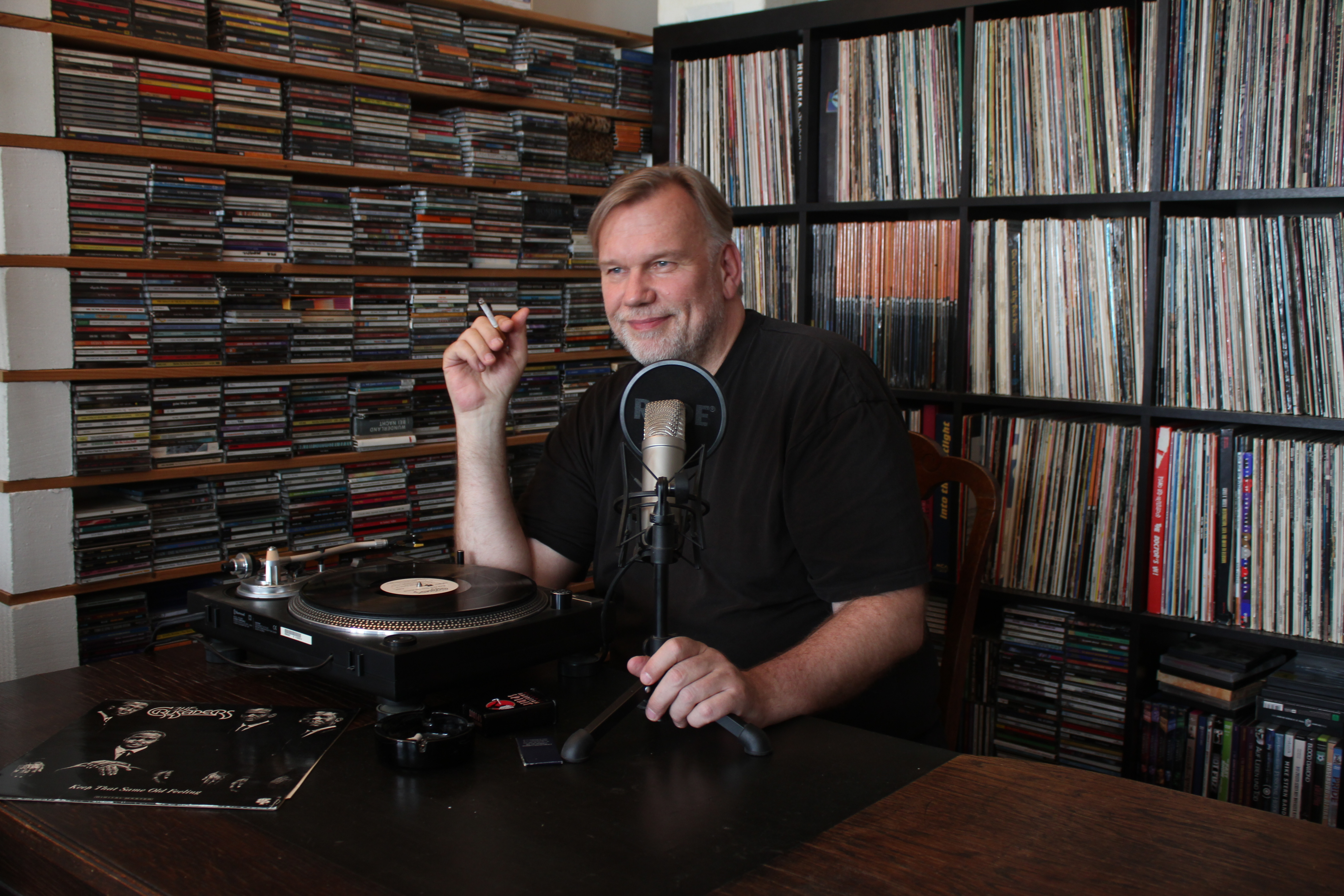
Tom Glagow, 2021

Thomas Glagow (* 7. Juli 1961 in Buxtehude, Niedersachsen) ist ein deutscher Musikverleger, DJ, Bassist, Radiomoderator, Musikproduzent und Gründer des Jazzlabels C.A.R.E. Music Group.

## Leben
Thomas Glagow absolvierte eine Lehre als Groß- und Außenhandelskaufmann und besuchte im Anschluss die Höhere Handelsschule. Bereits während der Schulzeit und seiner Lehre zum Kaufmann im Groß- und Außenhandel spielte er Bass bei den Bands Olhos de Gato, Lindwurm und bei Slack Rabbit. Ende der 1970er Jahre wurde er DJ in der ersten Hamburger Jazz-Disco After Shave. Von 1980 bis 1982 arbeitete Thomas Glagow als Einkäufer / Verkäufer in der Jazzabteilung bei der Schallplatte am Mönckebergbrunnen in Hamburg. 1982 gründete Glagow seine Firma Tom-Tom-Pro-Motion und arbeitete drei Jahre mit Künstlern wie Elephant, Pretty Things, Felix de Luxe, John Martyn, Danny Thompson, Pentangle, Florian Poser`s Lifeline mit der jungen Ulrike Haage, Naima mit Hans Lüdemann oder der Band Orfeo. In diversen Sessions spielte er in dieser Zeit unter anderem Bass mit Dirk Iwen, Ali Hussain, Thomas Wasiliszczak, Andreas Willers. Er gründete die Band Yeah mit Sebastian Wocker und hatte einen TV-Auftritt bei 3 nach 9 Radio Bremen und Konzerte in London und Hamburg. Von 1985 bis 1992 war Glagow als DJ in der Großen Freiheit 36, im Kaiserkeller und der Kupferkanne auf Sylt tätig. Er eröffnete das eigene 24-Stunden-Restaurant Night & Day.
Ab 1985 bis 1992 war Glagow Radiomoderator, geschult von Ad Roland, bei dem Hamburger Stadtsender Radio 107 (später dann Alsterradio), ab 1992 bis 2000 als Product Manager Jazz (GRP / Impulse!) bei der Gründung von MCA, die dann zur Universal Music Group wurden. Ferner war als Product Manager für Longform Video oder Special Marketing tätig. Es folgten Tätigkeiten als Product Manager Geffen Records und Universal International. Nach dem Merger von Polygram und Universal Senior Product Manager Polydor und Marketing Director Polydor International. In dieser Zeit arbeitete er mit Künstlern wie der Bloodhound Gang, Zuccero, Ronan Keating, Emilia, Gianna Nannini, Björk, Cure, Henry Rollins, S Club 7, Lee Ritenour, Chick Corea, Pat Metheny, Joe Sample, Wayne Henderson, Dave Grusin, Spyro Gyra, Diana Krall, Richard Page, Robben Ford, Michael Brecker, Vinnie Colaiuta, Jonatha Brooke, Crusaders, Brecker Brothers, Gary Burton, Diane Schuur, Dave Valentin, Tom Scott, David Benoit, Larry Carlton, Spyro Gyra, Rippingtons, Yellowjackets, Nils Gessinger, Mehmet Ergin oder Ramsey Lewis.
Im Jahr 2000 erfolgte die Gründung der Hamburger Band Sugar Cane (Crusaders Coverband) mit Andreas Paulsen (Keyb./Rhodes), Matthias Görlich (Drums), Hockey Neubert (Git.), Matthias Peters (Trombone), Pablo Escayola (Perc.) und Andreas Böther (Sax). Im Herbst 2000 wurde Glagow Managing Director der Global Chrysalis Musikverlage in München für GSA & Eastern Europe. Als Verleger arbeitete er hier mit Künstlern wie Till Brönner, Nils Wülker, Anna Depenbusch, Rod Temperton, Triband, Ian Anderson (Jethro Tull) oder die Killerpilze. Glagow war maßgeblich beteiligt am Erwerb des Four Knight-Kataloges mit allen Songs der Crusaders, Wilton Felder und Joe Sample. Darin enthalten sind Kompositionen wie Street Life oder One Day I'll Fly Away. Außerdem repräsentierte Global Chrysalis Songs von Elvis Presley, Jonatha Brooke, Patrice Rushen, Kylie Minogue, Lee Ritenour, Bob James, Philip Glass, George Harrison, Neil Young, Herbie Hancock, John Denver und die großen US-amerikanischen Kataloge DreamWorks und Cherry Lane und einige wichtige Leiber-and-Stoller-Kompositionen.
2008 gründete Glagow mit der C.A.R.E. Music Group GmbH seine eigene Firma. Auf dem 2009 gemeinsam mit Karsten Jahnke gegründeten Label sind mittlerweile 36 Alben (Stand Juni 2013) veröffentlicht worden von Künstlern wie Dave Grusin & Don Grusin, Chuck Loeb, David Rhodes, 3ergezimmer, Burgstaller Martignon 4, Christian Prommer & Roberto Di Gioia, Carmen Cuesta, CAST, Christian Elsässer, Clara Ponty, Don Grusin, Gordon Haskell, Heiko Fischer Quartett, Robert Ikiz, Jazul, Jonatha Brooke, Kim Sanders, Lizzy Loeb, Lutz Häfner, Martin Auer Quintet, Marwie, Magnum Coltrane Price, Michael J. McEvoy, Peter Fessler, Philippe Saisse, James Morton „Porkchop“, PSP (Pino Palladino, Philippe Saisse, Simon Phillips), Rudder, Tim Allhoff Trio, Tower of Power (feat. Joss Stone, Tom Jones & Stefanie Heinzmann), Frank Kirchner & Zoomachine.
Im Verlag finden sich Künstler wie Don Grusin, Lee Ritenour, Chuck Loeb, Heiko Fischer, Christian Prommer, Nils Wülker oder Peter Fessler. Echo Jazz Gewinner der C.A.R.E. Music Group: Heiko Fischer, Christian Elsässer, Lutz Häfner, Bastian Jütte (Tim Allhoff Trio).
In den frühen 1990ern war Glagow Mitbegründer vom Arbeitskreis Jazz, der unter anderem den German Jazz Award (ab 10.000 Einheiten) etabliert hat. Später wurden aus diesem Arbeitskreis die Jazz & World Partners. Seit 1998 ist Glagow Mitglied der Amerikanischen NARAS. (L.A. Chapter), die den Grammy vergibt. Er ist „Votingmember“, also stimmberechtigt. Seit 2009 sitzt Glagow in der Jury für den Echo Jazz. 2019 war Glagow an der VHS Haar / München Dozent für Jazz. Von Dezember 2013 bis August 2020 moderierte Tom Glagow eine wöchentliche zwei Stunden Jazz Sendung auf Frank Laufenbergs Internetradio „www.popstop.eu“. Im September 2020 ging Tom Glagow mit einem über 12.000 Titeln von ihm kuratierten Program 24/7 auf Sendung, "club.radio" war geboren.